# Stylocheiron robustum
Stylocheiron robustum is een krillsoort uit de familie van de Euphausiidae. De wetenschappelijke naam van de soort is voor het eerst geldig gepubliceerd in 1962 door Brinton.